# 基蒂·羅德斯
基蒂·羅德斯（英語：Kitty Rhoades；舊姓里奇（Richie）；1951年4月7日—2016年6月18日），是美國的共和黨政治人物，前威斯康星州眾議院議員。

## 生平
羅德斯於威斯康星州哈得遜出生，在威斯康星大學河瀑分校取得學士學位，也在伊利諾州立大學獲得碩士學位，後來曾從事教育、開辦小企業和擔任顧問。
1990年代，羅茲提出術語「威尼蘇達」（Winnesota），以描述接壤明尼蘇達州、屬美国人口调查局明尼阿波利斯-聖保羅都會區的皮爾斯縣及聖克羅伊縣。據她所言，「我仍然稱我住的地方是威尼蘇達。雖然住在威斯康星州，但我但很難記住它。」（I still call my area Winnesota. We are in Wisconsin, but it sure is hard to remember it.）
1998年，她以共和黨黨籍當選為威斯康星州眾議院第三十選區代表議員，至2010年退休，其後在斯考特·沃克任命下出任威斯康星州衛生服務部副部長。2013年前衛生服務部部長丹尼斯·史密斯辭職後，羅茲獲委任為新任部長。
2016年6月18日，羅茲因肺炎在威斯康星州麦迪逊逝世，享年65歲。

## 外部連結
- 在「威斯康星州民主運動」的2008年競選捐款 （页面存档备份，存于）

| 威斯康星州众议院       | 威斯康星州众议院                                     | 威斯康星州众议院     |
| ---------------------- | ---------------------------------------------------- | -------------------- |
| 前任者： 希拉·哈斯多夫 | 威斯康星州眾議院第三十選區 眾議院議員 1999年－2011年 | 繼任者： 迪恩·努德森 |
| 官衔                   |                                                      |                      |
| 前任者： 丹尼斯·史密斯 | 威斯康星州衛生服務部部長 2013年－2016年              | 繼任者： 琳達·斯邁耶 |